# Squaw Valley Olympic Skating Rink
De ijsbaan van Squaw Valley (Engels: Squaw Valley Olympic Skating Rink) was een ijsbaan in Squaw Valley in de Amerikaanse staat Californië. Ze werd gebouwd voor de Olympische Winterspelen 1960. Squaw Valley had als eerste een kunstijsbaan waar een Olympisch toernooi op gehouden werd. De extreem hoge ligging, 200 meter hoger dan de ijsbaan van Medeo, in combinatie met de kunstijsbaan zorgde voor een uitermate geschikte baan om wereldrecords te vestigen. Na de Olympische Spelen werd de baan echter afgebroken en omgebouwd tot parkeerterrein. Het vriessysteem om de ijsbaan te maken werd in 1966 verplaatst naar de ijsbaan van West-Allis.

## Grote kampioenschappen
- 1960 - Olympische Winterspelen

## Wereldrecords
| Nr. | Discipline       | Naam            | Land      | Tijd    | Datum            |
| --- | ---------------- | --------------- | --------- | ------- | ---------------- |
| 1.  | 10.000 meter (m) | Knut Johannesen | Noorwegen | 15.46,6 | 27 februari 1960 |